# 5月3日 (旧暦)
旧暦5月3日（きゅうれきごがつみっか）は、旧暦5月の3日目である。六曜は先勝である。

## できごと
- 弘仁10年（ユリウス暦819年5月30日） - 空海が高野山で真言宗総本山金剛峯寺の開創に着手
- 文禄元年（グレゴリオ暦1592年6月12日） - 豊臣秀吉の朝鮮出兵の一番隊、小西行長・加藤清正が漢城（現在のソウル）に入城
- 明治元年（グレゴリオ暦1868年6月22日） - 戊辰戦争で奥羽の反官軍33藩による奥羽越列藩同盟が成立

## 誕生日
- 文政7年（グレゴリオ暦1824年5月30日） - 大村益次郎、兵学者（+ 1869年）
- 文政12年（グレゴリオ暦1829年6月4日） - 陣幕久五郎、12代横綱（+ 1903年）

## 忌日
- 建保元年（ユリウス暦1213年5月24日） - 和田義盛、武将・鎌倉幕府初代侍所別当（* 1147年）